# Bjørnejagten
Bjørnejagten er en dansk stum komediefilm fra 1910 produceret af Nordisk Films Kompagni. Filmens instruktør er ukendt.
Filmen blev i tysktalende lande distribueret som Die Bärenjagd.

## Handling
Frantz og Robert, to markedsgøglere, har en gang i deres velmagtsdage ejet en levende bjørn - nu er desværre kun skindet tilbage. Men også det kan bruges, når der er smalhals i køkkenet, og det kunne såmænd blive en helt god forretning, når blot Robert ville blive i sin rolle som bjørn. Men når han, foruden selv at være bjørn, også trækker med en "bjørn" - ja, så er det, at det går galt.

## Medvirkende
- Victor Fabian
- Otto Lagoni